# New Zealand Labour Party
New Zealand Labour Party (Māori: Rōpū Reipa o Aotearoa) är ett socialdemokratiskt politiskt parti i Nya Zeeland. Partiet grundades i Wellington den 7 juli 1916, vilket gör det till landets äldsta existerande parti. De gick framåt i parlamentsvalet 2017 och kunde bilda en minoritetsregering med Jacinda Ardern som premiärminister.

## Clark: 1993-2008
Helen Clark ledde partiet från 1993 tills de förlorade valet 2008. Aldrig förr i Labours historia har en person innehaft partiledarposten så länge.

## Efter Clark
2008 valdes Phil Goff till partiledare och Annette King till vice partiledare, men båda avgick tre år senare som följd av partiets låga resultat i 2011 års allmänna val. Då fick Labour endast 27,5 procent av rösterna, vilket är det lägsta valresultatet sedan 1928.
Goff och King ersattes då av David Shearer och Grant Robertson, som år 2013 förlorade omröstningen i partiets ordförandeval. September 2013 till september 2014 var David Cunliffe partiledare och David Parker vice partiledare. Sedan november 2014 är Andrew Little partiledare och Annette King har åter blivit vice partiledare. Jacinda Ardern tog över partiledarrollen den 1 augusti 2017 och förde en framgångsrik valkamp under sju veckor fram till parlamentsvalet i september. Den 26 oktober svors hon in som Nya Zeelands premiärminister.

## Lista över partiledare
| Nr | Partiledare           | Period    | Oppositionsledare                                    | Premiärminister |
| -- | --------------------- | --------- | ---------------------------------------------------- | --------------- |
| 1  | Alfred Hindmarsh      | 1916–1918 | –                                                    | –               |
| 2  | Harry Holland         | 1919–1933 | 16 juni 1926 – 18 oktober 1928 8 oktober 1933 – 1933 | –               |
| 3  | Michael Joseph Savage | 1933–1940 | 1933–1935                                            | 1935–1940       |
| 4  | Peter Fraser          | 1940–1950 | 1949–1950                                            | 1940–1949       |
| 5  | Walter Nash           | 1950–1963 | 1950–1957 1960–1963                                  | 1957–1960       |
| 6  | Arnold Nordmeyer      | 1963–1965 | 1963–1965                                            | –               |
| 7  | Norman Kirk           | 1965–1974 | 1965–1972                                            | 1972–1974       |
| 8  | Bill Rowling          | 1974–1983 | 1975–1983                                            | 1974–1975       |
| 9  | David Lange           | 1983–1989 | 1983–1984                                            | 1984–1989       |
| 10 | Geoffrey Palmer       | 1989–1990 | –                                                    | 1989–1990       |
| 11 | Mike Moore            | 1990–1993 | 1990–1993                                            | 1990            |
| 12 | Helen Clark           | 1993–2008 | 1993–1999                                            | 1999–2008       |
| 13 | Phil Goff             | 2008–2011 | 2008–2011                                            | -               |
| 14 | David Shearer         | 2011–2013 | 2011–2013                                            | -               |
| 15 | David Cunliffe        | 2013–2014 | 2013–2014                                            | -               |
| 16 | Andrew Little         | 2014–2017 | 2014–2017                                            | –               |
| 17 | Jacinda Ardern        | 2017–2023 | 2017                                                 | 2017–2023       |
| 18 | Chris Hipkins         | 2023–     | –                                                    | 2023–           |

### Fotnoter
1. ↑  ”Broadcasting Allocation Submission - Labour pt. 4 (PDF)”. Arkiverad från originalet den 2 oktober 2013. https://web.archive.org/web/20131002233253/http://unpopularpeoplesfront.files.wordpress.com/2011/07/labour-part-4.pdf. Läst 24 september 2013.
2. ↑  ”labour.org.nz - Labour's principles”. Arkiverad från originalet den 25 september 2013. https://web.archive.org/web/20130925155107/http://www.labour.org.nz/about. Läst 24 september 2013.
3. ↑  ”labour.org.nz - The Policy Platform”. Arkiverad från originalet den 28 september 2013. https://web.archive.org/web/20130928030017/http://www.labour.org.nz/policy-platform. Läst 24 september 2013.
4. ↑  ”Today in History”. New Zealand Ministry for Culture and Heritage. http://www.nzhistory.net.nz/timeline/7/7. Läst 19 september 2008.
5. ↑  ”Helen Clark steps down after Labour's loss in NZ election - Election '08 - NZ Herald News”. http://www.nzherald.co.nz/nz-election-2008/news/article.cfm?c_id=1501799&objectid=10541898.
6. ↑  ”Clark beats record of longest-serving Labour leader - probably”. http://www.nzherald.co.nz/nz/news/article.cfm?c_id=1&objectid=10491916. Läst 25 september 2013.
7. ↑  ”Goff resignation sparks leader race”. http://www.nzherald.co.nz/nz/news/article.cfm?c_id=1&objectid=10769673. Läst 22 september 2013.
8. ↑  ”Final Results for the 2011 New Zealand General Election and Referendum (PDF)”. http://www.parliament.nz/resource/0000242864. Läst 25 september 2013.
9. ↑  ”Cunliffe wins Labour leadership”. http://www.stuff.co.nz/national/politics/9166765/Cunliffe-wins-Labour-leadership. Läst 22 september 2013.
10. ↑  ”David Parker confirmed as deputy Labour leader”. Arkiverad från originalet den 27 september 2013. https://web.archive.org/web/20130927013535/http://www.3news.co.nz/David-Parker-confirmed-as-deputy-Labour-leader/tabid/423/articleID/313503/Default.aspx. Läst 22 september 2013.
11. ↑  ”Annette King new Labour deputy”. http://www.radionz.co.nz/news/political/260103/annette-king-new-labour-deputy. Läst 26 april 2015.